# West Lebanon (Indiana)
West Lebanon es un pueblo ubicado en el condado de Warren en el estado estadounidense de Indiana. En el Censo de 2010 tenía una población de 723 habitantes y una densidad poblacional de 453,91 personas por km².

## Geografía
West Lebanon se encuentra ubicado en las coordenadas 40°16′21″N 87°23′10″O / 40.27250, -87.38611. Según la Oficina del Censo de los Estados Unidos, West Lebanon tiene una superficie total de 1.59 km², de la cual 1.59 km² corresponden a tierra firme y (0%) 0 km² es agua.

## Demografía
Según el censo de 2010, había 723 personas residiendo en West Lebanon. La densidad de población era de 453,91 hab./km². De los 723 habitantes, West Lebanon estaba compuesto por el 99.17% blancos, el 0% eran afroamericanos, el 0.14% eran amerindios, el 0.28% eran asiáticos, el 0% eran isleños del Pacífico, el 0.14% eran de otras razas y el 0.28% pertenecían a dos o más razas. Del total de la población el 0.14% eran hispanos o latinos de cualquier raza.